# Stade Francis-Turcan
Das Stade Francis-Turcan ist ein Fußballstadion in Martigues, Département Bouches-du-Rhône in der Region Provence-Alpes-Côte d’Azur im Süden Frankreichs. Heimmannschaft ist der FC Martigues. Benannt ist es nach dem ehemaligen Bürgermeister von Martigues Francis Turcan (1912–1968).

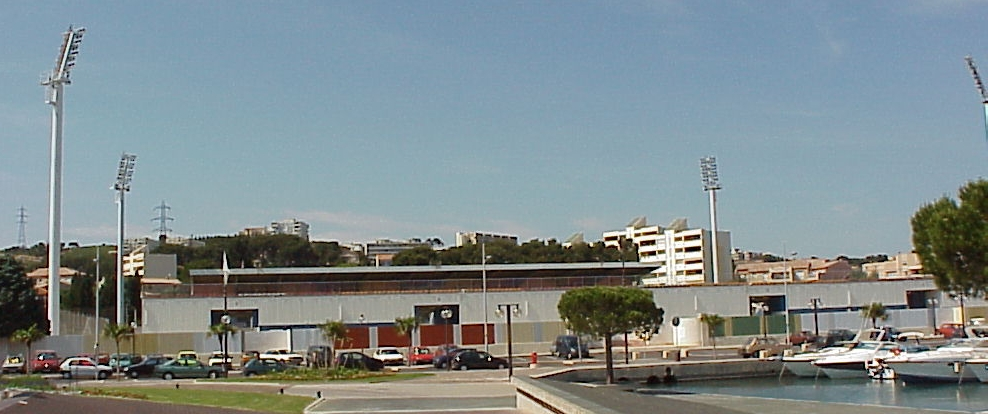
Außenansicht des Stadions

Zuerst hatte das Stadion nur eine Tribüne, genannt Paradis, und eine Kapazität von 3.000 Plätzen. Der FC Martigues stieg 1993 in die erste französische Liga auf und die Spielstätte wurde renoviert und ausgebaut. Es wurden die drei unüberdachten Zuschauerränge Canal, Osttribüne und die für Gäste vorgesehene Westtribüne hinzugefügt und die Kapazität auf 11.500 Zuschauer erhöht.
Der Zuschauerrekord mit 11.500 Besuchern datiert aus dem Jahr 2003 als der FC Martigues im Viertelfinale des französischen Pokals auf Paris SG (0:1) traf.